# 方信翔
方信翔（1990年3月15日—2016年5月1日），台灣身心障礙者權益自我倡議者。出生罹患先天性罕見疾病「脊髓性肌肉萎縮症」，不良於行。但其性格刻苦學習，克服諸多學習障礙與困難。終畢業於南華大學文學系。2009年在參加「社團法人台北市新活力自立生活協會」舉辦的2009年Asia Try 活動後深受啟發，認為自立生活這種以障礙者為主體的權益觀點，應在台灣擴展，後因此到處演講、接受媒體訪問，大力宣傳自立生活的理念，並於2014年7月成立「社團法人嘉義市新世界自立生活協會」，期待自立生活在嘉義地區落地生根。2016年5月1日，方信翔疑似因場勘活動場地後體力不支，回到家中呼吸衰竭緊急送醫，於當天凌晨去世，得年二十六歲。

## 生平
- 1990年出生，出生即罹患「先天性脊髓性肌肉萎縮症」」。2009年9月參加台北市新活力自立生活協會舉辦之「2009 AISA TRY IN TAIWAN」，深受啟發。2011年展開私人環島健行。2012年畢業於南華大學文學系。2012年6月開始籌備嘉義市新世界自立生活協會成立事宜。2012年12月重障協辦兩天一夜「南台灣自立生活國際研討會」，力行「自立生活」。2013年於衛生福利部嘉義醫院擔任秘書。2014年7月創立嘉義市新世界自立生活協會，擔任總幹事至辭世。

2016年5月1日疑似過度疲勞後引起併發症離世，年僅二十六歲。2016年5月8日舉辦告別式，入殮火化。

## 自喻題詩
身是籠中鳥，心如海上鷗，問君飛何處；隨風逍遙遊。

## 興趣
- 象棋
- 文學
- 哲學
- 電腦
- 信仰為觀音法門，素食主義者。